# La Florida (San Luis)
La Florida es una localidad del departamento Coronel Pringles, provincia de San Luis, Argentina.
Se encuentra a 50 km de la ciudad de San Luis y a pocos km al este de la localidad de El Trapiche.

## Población
Cuenta con 297 habitantes (Indec, 2010), lo que representa un descenso del 12% frente a los 340 habitantes (Indec, 2001) del censo anterior.
| Gráfica de evolución demográfica de La Florida entre 1991 y 2010 |
|                                                                  |
| Fuente: Censos nacionales del INDEC                              |

## Historia
En 1873 el gobernador de la provincia Juan Agustín Ortiz Estrada fundó la Villa de La Florida, en el 2.º departamento (antigua denominación del Departamento Coronel Pringles). El agua se trajo por un canal, del arroyo "La Jarilla" y una comisión fue encargada de distribuir sitios. Más tarde solicitó ayuda del gobierno para construir un templo y una escuela y se le acordó un subsidio para esos fines.

## Turismo
- Embalse La Florida
- Reserva de flora y fauna La Florida